# 沃倫斯堡 (紐約州普查規定居民點)
沃倫斯堡（英語：Warrensburg）是位於美國紐約州沃倫縣的普查規定居民點。

## 人口
根據2020年美國人口普查的數據，沃倫斯堡的面積為18.02平方千米，當中陸地面積為17.50平方千米，而水域面積為0.52平方千米。當地共有人口3045人，而人口密度為每平方千米168.98人。